# Timothée de Fombelle

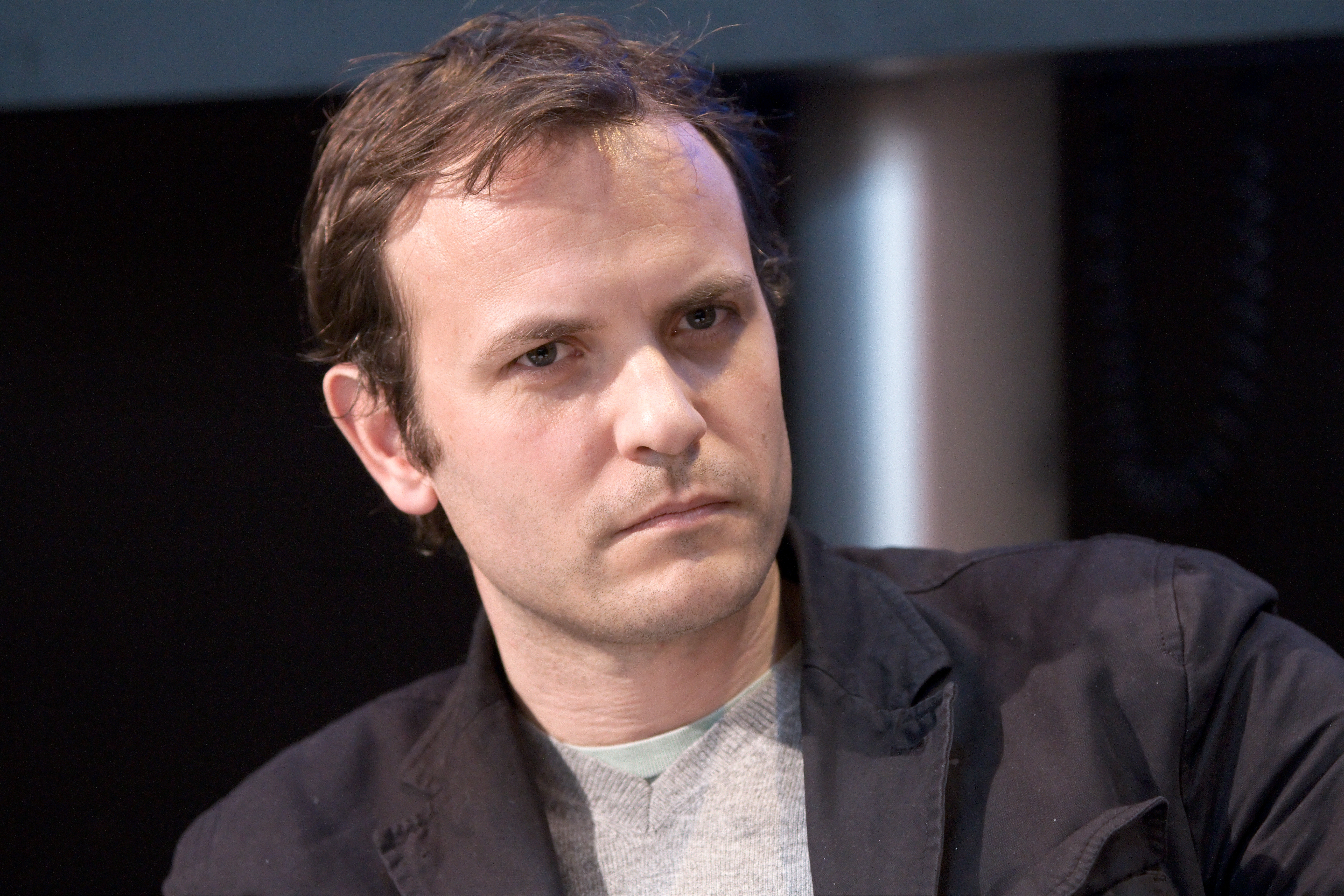
Timothée de Fombelle beim Salon du livre de Paris im März 2010

Timothée de Fombelle (* 1973 in Frankreich) ist ein französischer Schriftsteller und Dramatiker. Sein Roman-Zweiteiler Tobie Lolness fand große Anerkennung. Seine Theaterstücke (Le Phare, Je danse toujours, Rose Cats, …) wurden gespielt, bearbeitet und übersetzt. Seit 2008 arbeitet er mit der Balletcompagnie Paul les oiseaux und der Choreographin Valérie Rivière zusammen.

## Leben
Mit 17 Jahren gründete Timothée de Fombelle eine Theatergruppe, für die er eigene Stücke schrieb und inszenierte.
Le phare (deutsch: Der Leuchtturm), geschaffen in Zusammenarbeit mit dem Schauspieler Clément Sibony, erhielt 2002 den Prix du Souffleur und machte de Fombelle als Theaterautor bekannt. Seine Stücke handeln oft von Verlust und Zerbrechlichkeit (Je danse toujours, 2003), aber er scheut sich auch nicht, die Komödie anzupacken (Pink Cats, 2008). Er ist heute einer der renommiertesten zeitgenössischen französischen Schriftsteller.
Mit dem Jugendbuch Tobie Lolness, erschienen bei Gallimard Jeunesse, wandte er sich dem Roman zu und erzielte einen weltweiten Erfolg. Der Roman wurde in 26 Sprachen übersetzt und mit zahlreichen Preisen ausgezeichnet, darunter neben den meisten französischen Preisen für Jugendliteratur auch der italienische Andersen-Preis. Die Filmrechte wurden von Amber Entertainment erworben. Tobie Lolness erzählt die Abenteuer von Tobie und seinen Angehörigen, die nur anderthalb Millimeter groß sind und in einer Baumwelt leben. Neben der literarischen Struktur des Romans beruht der Erfolg dieses Werks auf dem Reichtum der Geschichte und der raffinierten Analogie zwischen dieser Baumwelt, krank an menschlicher Torheit, und den Problemen der realen Welt.
Céleste, ma planète wurde 2007 in der Jugendzeitschrift Je bouquine abgedruckt und später als Buch bei Gallimard Jeunesse veröffentlicht. Der erste Band eines neuen Romans, Vango, erschien im März 2010, ebenfalls bei Gallimard. Diese Saga wirft einen jungen Held, Vango, in den Strudel der 1930er Jahre. Der zweite Band folgte 2011.

## Werke
- 2003: Je danse toujours. Éditions Actes Sud, ISBN 978-2-7427-4243-1
- 2006: Tobie Lolness: La Vie Suspendue
  - Tobie Lolness: Ein Leben in der Schwebe. Gerstenberg Verlag, Hildesheim 2008, ISBN 978-3-8369-5149-4
- 2007: Tobie Lolness: Les Yeux d’Elisha
  - Tobie Lolness: Die Augen von Elisha. Gerstenberg Verlag, Hildesheim 2008, ISBN 978-3-8369-5204-0
- 2009: Céleste, ma planète.
  - Céleste oder die Welt der gläsernen Türme. Gerstenberg Verlag, Hildesheim 2010, ISBN 978-3-8369-5291-0
- 2010: Vango. Gallimard Jeunesse, ISBN 978-2-07-063124-7
  - Vango, Teil 1 Zwischen Himmel und Erde, aus dem Französischen von Tobias Scheffel; Gerstenberg Verlag, Hildesheim 2011, ISBN 978-3-8369-5365-8
  - Vango, Teil 2 Prinz ohne Königreich, aus dem Französischen von Tobias Scheffel und Sabine Grebing; Gerstenberg Verlag, Hildesheim 2012, ISBN 978-3-8369-5476-1

## Auszeichnungen
- 2002: Prix du Souffleur
- 2006: Prix Saint-Exupéry
- 2006: Prix Tam-Tam
- 2006: Prix Sorcières
- 2007: Grand Prix de l’Imaginaire
- 2007: Premio Andersen
- 2008: Zilveren Griffel
- 2012: Kröte des Monats Februar für Vango. Zwischen Himmel und Erde